# 完顏活女
完颜活女，女真完颜氏宗室子弟，金朝初期开国将领。

## 传记
完颜活女17岁时随从攻打甯江州，力战受了很多伤，被扶出阵地。完颜阿骨打在高处望见，问起来，得知是完颜娄室的儿子，亲自抚慰赐药，赞叹道：“此儿他日必为名将。”他攻打济州，败敌八千。与敌军在信州遭遇，移刺本陷于阵中，活女力战把他救了出来，敌人于是逃跑。在沈州打败耶律佛顶等军队。等到完颜宗翰率军攻袭奚王霞末，活女带兵三百，打败敌人二千。跟从攻打乙室部，打败了他们，破敌二营。迭刺部族叛乱，活女率二谋克突入敌阵，大破敌军。
完颜活女曾经跟随完颜娄室围太原，宋将种师中带兵十万来援救，活女击败了他。大军到达河，无船，不能渡河。娄室派活女顺水上下，活女率军三百，自孟津而下，选择可以渡过的地方，遂领军渡河，大军于是都跟着渡河。宋将郭京出兵数万，直奔娄室营地，活女从旁奋击，敌人乱作一团，打败了他们。军队返回，在平陆渡破敌，得到他们的船渡河。又以兵在张店原破敌。当时屯留、太平、翼城都有大量敌军，都打败了他们。又分兵取陕西，蒲州投降，留下活女镇守。攻凤翔，活女先登。睿宗平定陕西，活女为都统，进攻泾州，打败敌军。王开山以兵阻挡活女的归路，路上阻击，两次进攻，活女两次打败他们，遂收降了京兆、凤翔诸县。
完颜娄室薨，承袭合扎猛安，代任黄龙府路万户。天眷二年，任元帅右都监，升迁左监军。元帅府撤销后，改任安化军节度使。历任京兆尹，封广平郡王，以正隆官制，改封代国公，进封隋国公，谥贞济。卒年六十一岁。

## 家庭
- 父：完颜娄室
- 弟：完颜谋衍
- 弟：完颜仲